# 高瀬志帆
高瀬 志帆（たかせ しほ、1970年12月21日 - ）は、日本の漫画家。女性。山梨県甲府市出身、東京都武蔵野市在住。1995年にデビュー。代表作は『おとりよせ王子 飯田好実』。別名義にたかせ シホがある。

## 来歴
中学、高校時代に美内すずえの『ガラスの仮面』を好んでいた。
短大卒業後、製薬会社の事務として就職。体調を壊して、入院中した際に、漫画賞への応募をつづけ、応募5作目にして、1995年に『ぶ〜けデラックス』（集英社）Early Summerに掲載された「HEVENLY　PLACE」にて漫画家デビュー。
デビュー当初は、OLをしながら描いていたが、両立できなかったため、一旦漫画家の道を諦めるも、1998年に『フィール・ヤング』（祥伝社）で再デビューを果たす。その後、7年ほど勤めた会社を辞め、某有名漫画家のアシスタントをしながら、作品を描く。その後、さまざまな媒体で執筆。
結婚を機に東京都武蔵野市に移住。『ガラスの仮面』の作中に登場する武蔵野市の場所を実際に見物し、嬉しくなったという。のちに執筆する『二月の勝者-絶対合格の教室-』でも、吉祥寺を舞台に選んでいる。
2003年、『Eleganceイブ』（秋田書店）2004年2月号より野口美佳を描いた『愛と勇気』を発表。
2010年、『月刊コミックゼノン』（徳間書店）2011年2月号より「グルメ男子の日常」を描いた『おとりよせ王子 飯田好実』の連載を開始し、2013年に同作がテレビドラマ化される。
2017年、『ビッグコミックスピリッツ』（小学館）にて2018年1号より中学受験塾の講師を描いた『二月の勝者-絶対合格の教室-』の連載を開始。同作は2021年にテレビドラマされ、2022年には第67回小学館漫画賞一般向け部門を受賞し、2024年に完結。

## 作品リスト

### 連載・シリーズ
- キラ・キラ（『Zipper comic』2001年6・7月号 - 2002年2・3月号）
- 恋をするにもほどがある！（『COMIC MIU』2003年9月号 - 11月号）
- 愛と勇気（『Eleganceイブ』2004年2月号[9]、6月号[10]）
- あい♥どる（『ヤングガンガン』2005年No.15 - 2006年No.17）
- 東京絵日記（原作：唯川恵、『Telepal f』2005年2月号 - 2006年7月号）
- 恋ノホシ。（『女性自身』）
- おとりよせ王子 飯田好実（『月刊コミックゼノン』2011年2月号[12] - 2016年7月号）
- めざせ！山カゾク♪（『月刊まんがタウン』2012年1月号 - 2013年8月号） - 連載時は「たかせシホ」名義
- イケナイ家族（『Eleganceイブ』2010年6月号[18] - 2016年3月号[19]） - 連載時は2010年6月号から2013年9月号までは「たかせシホ」名義[18][20]、単行本のタイトルは『この育児がすごい!!』
- 二月の勝者-絶対合格の教室-（『ビッグコミックスピリッツ』2018年1号[14] - 2024年25号[17]）

### 読み切り
- 恋愛のばか
- ピノキオ（『まんが残酷グリム童話』VOL.8[21]、2000年）
- 旅の道づれ（『まんがグリム童話』2001年4月号[21]）
- 3匹の子ぶた（『まんがグリム童話』2002年1月号[21]）
- ベル・スター（『まんがグリム童話』2002年2月号[21]）
- カストロの尼（『まんがグリム童話』2002年4月号[21]）
- アナログ・クイーン（『Vanilla』2002年7月号）
- すて☆マン（『Eleganceイブ』2007年7月号[22]）
- そこそこ愛してる（『月刊コミックゼノン』2011年4月号[23]） - 「婚活がテーマの特別企画」として掲載[23]
- 官能小説家・松葉いろはのPTAな午後（『グランドジャンプPREMIUM』2017年5月号[24]）

### 書籍
- 『恋愛のばか』祥伝社、全1巻
- 『彼岸花』原作：長坂秀佳、2001年1月16日発売[25]、全1巻 - ゲーム「弟切草」の関連作品[25]。
- 『キラ・キラ』祥伝社、全1巻
- 『恋をするにもほどがある！』秋田書店〈MIU COMICS DX〉、2003年7月24日発売[26]
- 『恋する童話』ぶんか社〈ぶんか社コミックス〉、2004年、全1巻
  - 「3匹の子ぶた」「ピノキオ」「カストロの尼」「旅の道づれ」「ベル・スター」収録[21]。
- 『雑草魂！』朝日ソノラマ、2004年、全1巻
- 『あい♥どる』スクウェア・エニックス〈ヤングガンガンコミックス〉、2006年 - 2007年、全3巻
- 『東京絵日記』原作：唯川恵、全1巻
- 『恋ノホシ。』光文社〈女性自身コミックス〉、2009年、全2巻 - 「たかせシホ」名義
- 『ゆるナチュライフ 〜ズボラでOK！ナチュラル健康生活のススメ』ぶんか社、2009年、全1巻 - 「たかせシホ」名義
- 『ごぶさた日記 子育て夫婦世代の寝室事情ルポ』メディアファクトリー〈コミックエッセイ〉、2010年2月5日発売[27] - 「たかせシホ」名義[27]
- 『男子の黄金期 嘆くより 笑って楽しめ 男子のおバカ』メディアファクトリー〈コミックエッセイ〉、2011年9月22日発売[28] - 「たかせシホ」名義[28]
- 『おとりよせ王子 飯田好実』徳間書店〈ゼノンコミックス〉、2011年 - 2016年、全7巻
- 『めざせ！山カゾク♪』双葉社〈アクションコミックス〉、2013年8月10日発売[29]、全1巻
- 『この育児がすごい!!』秋田書店〈Akita Essay Collection〉、2013年9月13日発売[30]
- 『二月の勝者-絶対合格の教室-』小学館〈ビッグコミックス〉、2018年 - 2024年、全21巻
- 『中学受験をしようかなと思ったら読むマンガ 新装版』原作：小林延江、日経BP、2019年2月11日発売[31]、全1巻

### その他
- 宮崎県の口蹄疫被害の義援チャリティー同人誌（2010年8月） - カラーイラストで参加[32]
- 『おとりよせ王子 飯田好実』×aiko（KADOKAWA『別冊カドカワ 総力特集 aiko』、2014年5月28日発売[33]） - 「aikoと親交の深い」人物としてコラボマンガ描きおろし[33]
- 特集「まったく新しい吉祥寺ガイド。」（『東京ウォーカー』増刊2014年12月11日号[34]） - 「マンガ家が行きつけの店を紹介するコーナー」寄稿[34]
- 進撃の巨人展ルポ漫画（『BE・LOVE』2015年2号[35]）
- 『レタスクラブ』2016年12月24日増刊号別冊付録『別冊レタスクラブ コミックエッセイ祭り』 - 描きおろし作品寄稿[36]
- 漫画家が教える脱稿めし 第5回（『モーニング』2017年19号[37]） - 「マンガ家が締め切り明けに食べる食事について語る企画」寄稿[37]
- バラエティー「人気漫画家39人が選ぶ！本当にすごい漫画はコレだ！2022」（2021年12月31日放送[38]、テレビ朝日系列） - アンケート回答[38]

## 出演
- PON!（日本テレビ系列、2015年4月15日放送[39]） - 「中岡家の食卓」コーナーに出演[39]
- 表現のレシピ（早稲田大学、2018年11月4日開催[40]） - トークイベント出演[40]